# Чанакале
Чанакале (тур. Çanakkale) је град у Турској у вилајету Чанакале. Налази се на јужној азијској страни Дарданела. Према процени из 2021. у граду је живело 195,439  становника.
Чанакале је најближи већи град у околини старе Троје. Током Првог светског рата, недалеко од њега се водила Галипољска операција.

## Становништво
Према процени, у граду је 2016. живело 186,116 становника.
| 1990.  | 2000.  | 2012.   | 2016.   |
| ------ | ------ | ------- | ------- |
| 53,995 | 75,180 | 143,041 | 186,116 |